# Dichazothece cylindracea
Dichazothece es un género monotípico de plantas con flores perteneciente a la familia Acanthaceae. El género tiene una especie de hierbas, natural del este de Brasil: Dichazothece cylindracea.

## Taxonomía
El género fue descrito por el botánico, pteridólogo y micólogo alemán Gustav Lindau, y publicado en Botanische Jahrbücher für Systematik, Pflanzengeschichte und Pflanzengeographie 25(Beibl. 60): 47 en el año 1898.